# KSC Lokeren
KSC Lokeren OV (inaczej Sporting Lokeren) – belgijski klub piłkarski z siedzibą w Lokeren, założony 22 stycznia 1923, jako Racing Club Lokeren. Od 1 lipca 2003 oficjalna nazwa klubu to Koninklijke Sporting Club Lokeren Oost-Vlaanderen. 20 kwietnia 2020 roku, oficjalnie ogłoszono bankructwo klubu.

## Historia
W 1915 założono Football Club Racing Club Lokeren (Racing FC), który w 1920 został przyjęty w poczet członków Belgijskiego Związku Piłki Nożnej (KBVB) i zarejestrowany pod 282 numerem ewidencyjnym (Stamnummer 282). Z powodu zadłużenia, w dniu 15 września 1923 klub ten został jednak postawiony w stan upadłości. 
W międzyczasie – 22 stycznia 1923 – utworzono nowy klub o nazwie Racing Club Lokeren, który spłacił zadłużenie Racingu FC i 20 kwietnia 1923 w jego miejsce został członkiem KBVB (dlatego posiada numer nadany w 1920). Jako barwy obrano stroje w czarno-białe pasy. W latach 30. klub występował na szczeblu regionalnym. W sezonie 1943/1944 wygrał swoją grupę III ligi, uzyskując awans szczebel wyżej. Z uwagi na działania wojenne w sezonie 1944/1945 nie było mu dane zadebiutować w rozgrywkach centralnych. Udało się to rok później, już pod nową nazwą Racing Athletiek en Football Club Lokeren (zmiana nastąpiła 19 lipca 1945). Jednak pobyt na drugim poziomie był krótkotrwały. Po dwóch sezonach Racing spadł z powrotem do III ligi, a dwa sezony później nawet do rozgrywek lokalnych. 
8 czerwca 1951 klub otrzymał tytuł królewski i w związku z tym w dniu 3 lipca 1951 zmienił nazwę na Koninklijke Racing Club Lokeren. W 1964 klub został karnie zdegradowany z III ligi do klasy lokalnej za oszustwo w meczu KMSK Deinze w sezonie 1963/1964. W lipcu 1970 doszło do połączenia ze Standaard FC Lokeren (istniejącym od roku 1931 i posiadającym 1783 numer rejestru federacji). W ten sposób klub zmienił nazwę na Koninklijke Sporting Club Lokeren (KSC Lokeren), pod którą odniósł swe największe sukcesy. W czerwcu 2000 po połączeniu z Koninklijke Sint-Niklase SK Excelsior klub zmienił nazwę na Koninklijke Sporting Lokeren Sint-Niklaas Waasland.
1 lipca 2003 do nazwy klubu dodano nazwę prowincji, w której położone jest Lokeren (Flandrii Wschodniej) i od tego dnia oficjalna nazwa klubu brzmi Koninklijke Sporting Club Lokeren Oost-Vlaanderen.
W latach 1975–82 zawodnikiem KSC Lokeren był Włodzimierz Lubański, do którego w sezonach 1980/81 i 1981/82 dołączył Grzegorz Lato. Trzecim reprezentantem Polski występującym w klubie był Krzysztof Pawlak - spędził on w Belgii rundę wiosenną sezonu 1987/88.

## Sukcesy
- Eerste klasse:
  - wicemistrzostwo (1): 1980/81
- Tweede klasse:
  - mistrzostwo (1): 1995/96
- Puchar Belgii:
  - zdobywca (2): 2011/12, 2013/14
  - finalista (1): 1980/81
- Superpuchar Belgii:
  - finalista (2): 2012, 2014
- Puchar UEFA:
  - ćwierćfinał: 1980/81

## Skład na sezon 2017/2018
| Nr | Poz. | Piłkarz                     |
| -- | ---- | --------------------------- |
| 2  | OB   | Stefano Marzo               |
| 3  | OB   | Gil Van Moerzeke            |
| 5  | OB   | Mijat Marić                 |
| 6  | OB   | Ari Freyr Skúlason          |
| 7  | PO   | Killian Overmeire (kapitan) |
| 8  | PO   | Julian Michel               |
| 9  | NA   | Tom De Sutter               |
| 10 | PO   | José Cevallos               |
| 11 | PO   | Bob Straetman               |
| 12 | BR   | Ortwin De Wolf              |
| 13 | BR   | Davino Verhulst             |
| 14 | PO   | Mehdi Terki                 |
| 17 | PO   | Guus Hupperts               |
| 18 | NA   | Jean Alassane Mendy         |
| 20 | PO   | Joher Rassoul               |

| Nr | Poz. | Piłkarz           |
| -- | ---- | ----------------- |
| 21 | NA   | Marko Mirić       |
| 22 | PO   | Steve De Ridder   |
| 23 | PO   | Lukáš Mareček     |
| 24 | NA   | Yusuf Lawal       |
| 25 | OB   | Jakov Filipović   |
| 26 | OB   | Arno Monsecour    |
| 27 | NA   | Robin Söder       |
| 28 | PO   | Amine Benchaib    |
| 29 | NA   | Lewis Enoh        |
| 30 | BR   | Bo Geens          |
| 31 | PO   | Juan Pablo Torres |
| 33 | NA   | Joran Triest      |
| 35 | OB   | Tracy Mpati       |

### Na wypożyczeniach
| Nr | Poz. | Piłkarz                             |
| -- | ---- | ----------------------------------- |
|    | PO   | Samy Kehli (do Oud-Heverlee Leuven) |
|    | PO   | Nikola Jambor (do NK Osijek)        |
|    | OB   | Branislav Niňaj (do Osmanlısporu)   |

## Europejskie puchary
Legenda do wszystkich tabel:
- Q – runda eliminacyjna, 1/16, 1/8, 1/4, 1/2 – odpowiednia faza rozgrywek, Grupa – runda grupowa, 1r gr – pierwsza runda grupowa, 2r gr – druga runda grupowa, F – finał, R – runda, PO – play-off
- k. – rzuty karne, los. – losowanie, Dogr. – dogrywka, w. – zasada bramek strzelonych na wyjeździe

| Sezon   | Rozgrywki        | Runda   | Klub                 | Dom | Wyjazd | Ogólnie        |
| ------- | ---------------- | ------- | -------------------- | --- | ------ | -------------- |
| 1976/77 | Puchar UEFA      | 1R      | Red Boys Differdange | 3–1 | 3–0    | 6–1            |
| 1976/77 | Puchar UEFA      | 2R      | FC Barcelona         | 2–1 | 0–2    | 2–3            |
| 1980/81 | Puchar UEFA      | 1R      | Dinamo Moskwa        | 1–1 | 1–0    | 2–1            |
| 1980/81 | Puchar UEFA      | 2R      | Dundee United        | 0–0 | 1–1    | 1–1, w.        |
| 1980/81 | Puchar UEFA      | 3R      | Real Sociedad        | 1–0 | 2–2    | 3–2            |
| 1980/81 | Puchar UEFA      | 1/4     | AZ Alkmaar           | 1–0 | 0–2    | 1–2            |
| 1981/82 | Puchar UEFA      | 1R      | FC Nantes            | 4–2 | 1–1    | 5–3            |
| 1981/82 | Puchar UEFA      | 2R      | Aris FC              | 4–0 | 1–1    | 5–1            |
| 1981/82 | Puchar UEFA      | 3R      | 1. FC Kaiserslautern | 1–0 | 1–4    | 2–4            |
| 1982/83 | Puchar UEFA      | 1R      | Stal Mielec          | 0–0 | 1–1    | 1–1, w.        |
| 1982/83 | Puchar UEFA      | 2R      | SL Benfica           | 1–2 | 0–2    | 1–4            |
| 1987/88 | Puchar UEFA      | 1R      | Honvéd Budapest      | 0–0 | 0–1    | 0–1            |
| 1999    | Puchar Intertoto | 2R      | Akraness             | 3–1 | 3–1    | 6–2            |
| 1999    | Puchar Intertoto | 3R      | FC Metz              | 1–2 | 1–0    | 2–2, w.        |
| 2001    | Puchar Intertoto | 1R      | B68 Toftir           | 0–0 | 4–2    | 4–2            |
| 2001    | Puchar Intertoto | 2R      | Zagłębie Lubin       | 2–1 | 2–2    | 4–3            |
| 2001    | Puchar Intertoto | 3R      | Newcastle United     | 0–4 | 0–1    | 0–5            |
| 2002    | Puchar Intertoto | 1R      | WIT Georgia          | 3–1 | 2–3    | 5–4            |
| 2002    | Puchar Intertoto | 2R      | VfB Stuttgart        | 0–1 | 0–2    | 0–3            |
| 2003/04 | Puchar UEFA      | 2Q      | Dinamo Tirana        | 3–1 | 4–0    | 7–1            |
| 2003/04 | Puchar UEFA      | 1R      | Manchester City      | 0–1 | 2–3    | 2–4            |
| 2005    | Puchar Intertoto | 1R      | Narva Trans          | 0–1 | 2–0    | 2–1            |
| 2005    | Puchar Intertoto | 2R      | BSC Young Boys       | 1–4 | 1–2    | 2–6            |
| 2012/13 | Liga Europy      | PO      | Viktoria Pilzno      | 2–1 | 0–1    | 2–2, Dogr., w. |
| 2014/15 | Liga Europy      | PO      | Hull City            | 1–0 | 1–2    | 2–2, w.        |
| 2014/15 | Liga Europy      | Grupa L | Legia Warszawa       | 1–0 | 0–1    | 3. miejsce     |
| 2014/15 | Liga Europy      | Grupa L | Metalist Charków     | 1–0 | 1–0    | 3. miejsce     |
| 2014/15 | Liga Europy      | Grupa L | Trabzonspor          | 1–1 | 0–2    | 3. miejsce     |